# Giovanni Girolamo Kapsperger
Giovanni Girollamo Kapsperger (đôi khi viết là Johann(es) Hieronymus Kapsberger hoặc Giovanni Geronimo Kapsperger) (khoảng 1580 – ngày 17 tháng 1 năm 1651) là nghệ sĩ đàn luýt, theorbo, chủ yếu được biết đến ngày hôm nay như là một nhạc sĩ phát triển hình thức độc tấu.

## Cuộc đời
Không biết về ngày và nơi sinh của ông. Sau năm 1605, ông chuyển đến sống tại Rome và nhanh chóng trở nên nổi tiếng. Khoảng 1609, ông kết hôn với Gerolima di Rossi và họ đã có ít nhất 3 người con. Ông bắt đầu phát hành âm nhạc của mình, trong đó có Libro I d'intavolatura di lauto (1611) là bộ sưu tập duy nhất còn còn tại của ông.

## Sự nghiệp sáng tác
Ông được biết đến như một nghệ sĩ đàn luýt, có ít nhất 6 bộ sưu tập đã được công bố trong suốt cuộc đời của ông. Ông là một trong những nhà soạn nhạc cho luýt và theorbo trong thời kỳ đầu Baroque (cùng với Alessandro Piccinini) và có rất nhiều đóng góp vào việc thúc đẩy sự phát triển của nhạc cụ dây tại châu Âu.
Các sáng tác khác của ông bao gồm 2 bộ sưu tập về vũ nhạc và vô số các sáng tác thanh nhạc đã được phổ biến trong suốt đời ông. Ông cũng viết các hình thức sân khấu nhưng gần như hoàn toàn bị mất, tác phẩm duy nhất còn tồn tại là 'Apotheosis sive Consecratio SS Ignatii et Francisci Xaverii (1622).

## Danh mục tác phẩm

### Lute và chitarrone
- Libro primo d'intavolatura di chitarrone (1604): 6 toccatas, 7 sets of variations, 12 gagliards, Tenore del Kapsberger
- Libro primo d'intavolatura di lauto (1611): 8 toccatas, 12 gagliards, 12 correntes
- Libro terzo d'intavolatura di chitarrone (1626)
- Libro quarto d'intavolatura di chitarrone (1640): 12 toccatas, 16 preludes, 10 passacaglias, 5 chaconnes

### Tác phẩm khí nhạc khác
- Libro primo de balli, gagliarde et correnti, a quattro voci (1615): 8 balli, 6 gagliards, 6 correntes
- Libro primo di sinfonie, a quattro voci (1615): 18 sinfonies à 4 with basso continuo

### Villanellas
- Libro primo di villanelle (1610), 20 villanellas for 1–3 voices and basso continuo
- Libro secundo di villanelle (1619), 21 villanellas for 1–3 voices and basso continuo
- Libro terzo di villanelle (1619), 20 villanellas for 1–3 voices and basso continuo
- Libro quarto di villanelle (1623), 23 villanellas for 1–3 voices and basso continuo
- Libro quinto di villanelle (1630), villanellas for 1–4 voices and basso continuo
- Li fiori – Libro sesto di villanelle (1632), villanellas for 1–4 voices and basso continuo
- Libro settimo di villanelle (1640), villanellas for 1–3 voices and basso continuo

### Tác phẩm khác
- Libro primo de madrigali (1609), madrigals for five voices and basso continuo
- Poematia et carmina [...] liber I (1624), 10 settings of verses by Pope Urban VIII, for voice and basso continuo
- Coro musicale (1627), wedding songs for voice and basso continuo

### Các sáng tác bị mất
- Maggio Cantata nel Real Palazzo de Pitti (1612), secular cantata
- Libro secundo d'intavolatura di chitarrone (1616)
- Libro secundo d'intavolatura di lauto (1619)
- Epitalamio [...] recitativo a piu voci (1628), secular vocal music
- Libro terzo d'arie passeggiate (1630)
- Poematia et carmina [...] liber II (1633), settings of verses by Pope Urban VIII
- La vittoria del principe Vladislao in Valacchia (1625), opera
- Fetonte (1630), dramma recitato
- Il Kapsperger della musica (1640)
- Libro quarto d'intavolatura di chitarrone